# In den Grüben

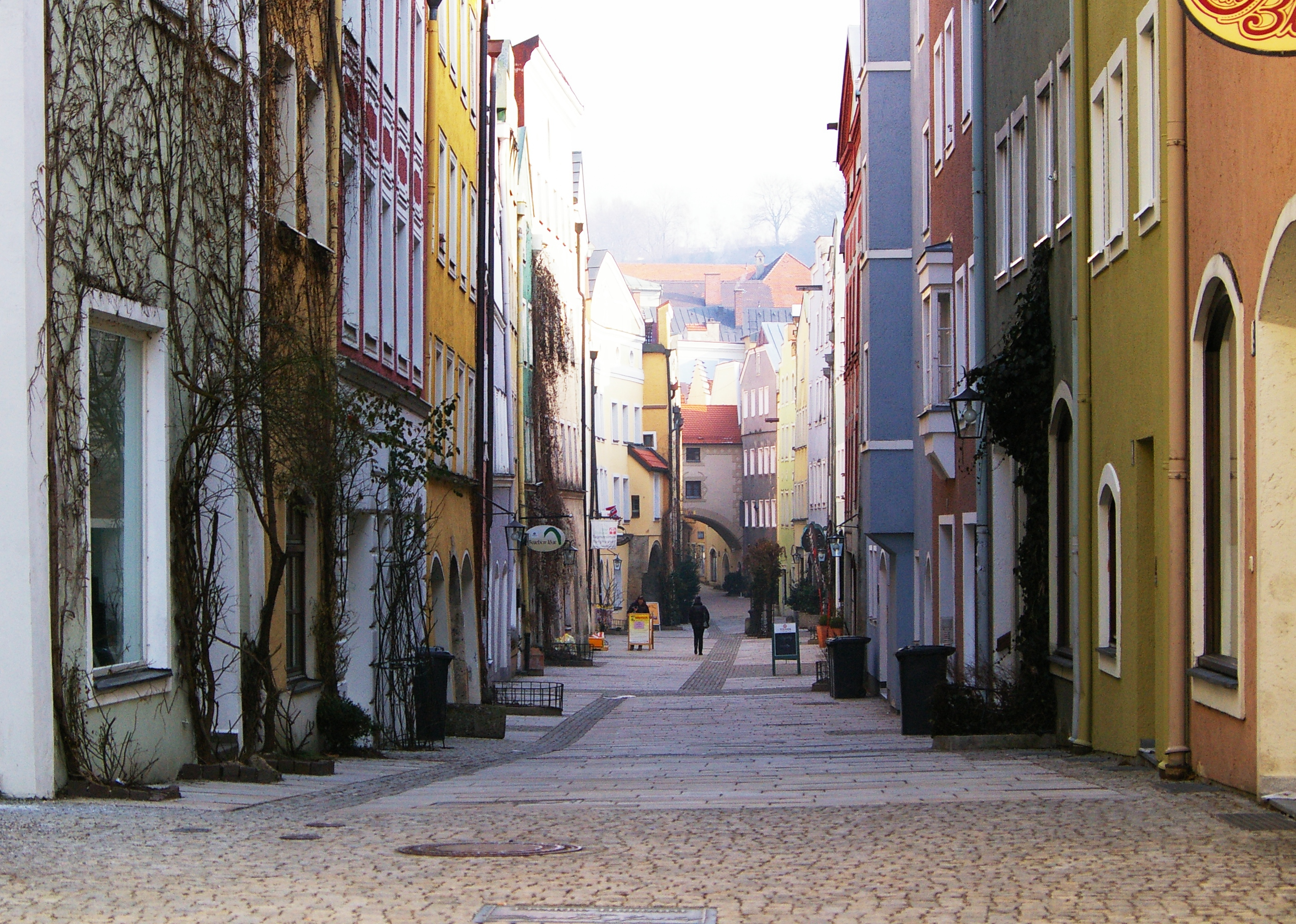
In den Grüben (Februar 2011)

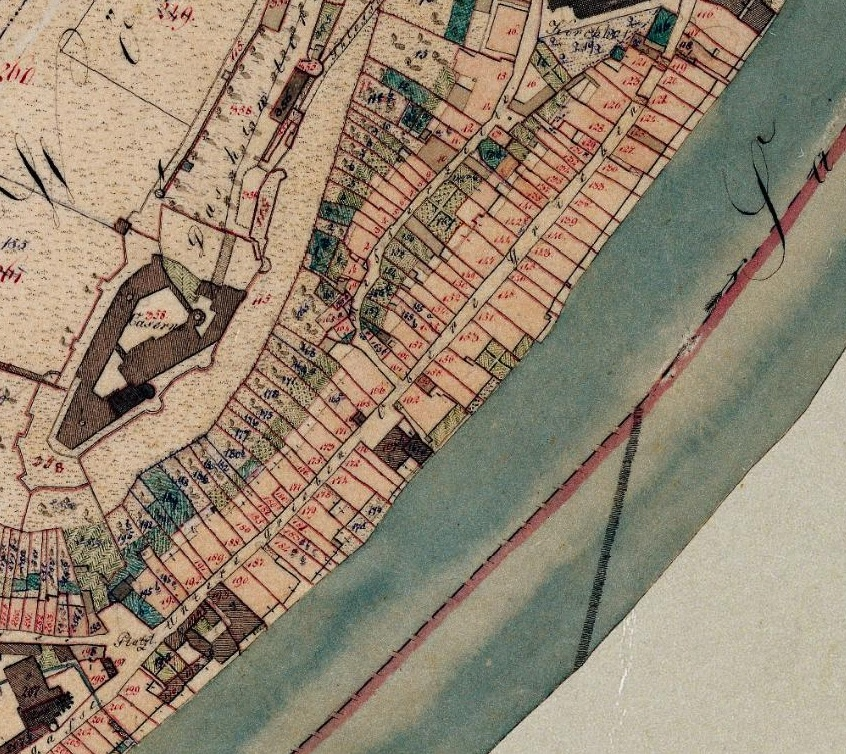
Die Grüben auf einer Flurkarte aus dem 19. Jahrhundert (Bayerische Uraufnahme), die Hausnummern sind mit den heutigen identisch

In den Grüben (oder die Grüben) ist eine Straße in Burghausen im oberbayrischen Landkreis Altötting.
Die Straße verläuft in der Altstadt unterhalb des Burgbergs zwischen der Burg zu Burghausen und der Salzach vom Stadtplatz bis zur Mautnerstraße. Etwa in der Mitte befindet sich der Platz Am Bichl.
Ein Großteil der Gebäude ist als Baudenkmal eingestuft, darunter das Mautnerschloss.

## Geschichte
Die Grüben sind durch die Einmündung der Messerzeile am Bichl unterteilt in Untere und Obere Grüben. Die Grüben wurden 1333 als Grueb urkundlich erwähnt. Von 1896 bis 1938 hieß sie Herzog-Georg-Straße, bevor wieder die historische Bezeichnung eingeführt wurde. Bei den Gebäuden handelt es sich fast ausschließlich um Handwerkerhäuser aus dem 15. bis 19. Jahrhundert. Sie war regelmäßig von Hochwassern der Salzach überflutet, bis im Zuge der Altstadtsanierung in den Jahren 1969/70 eine Ufermauer errichtet wurde. Zusätzlich wurde auf der neuen Schutzmauer eine Straße angelegt (die Salzlände), welche die uferseitigen Gebäude von der Salzach trennt und die mittelalterliche Gasse seither vom Autoverkehr entlastet. Heute ist der Verkehr gänzlich auf die Uferstraße verlegt, die Grüben sind Fußgängerzone.

## Am Bichl
Etwa in der Mitte der Grüben befindet sich ein kleiner Platz, „Am Bichl“. Der Weg von den Grüben zur Messerzeile, der hier einmündet, hieß um 1414 noch Gasteig, um 1560 Durchgang am Ruepp, um 1700 Baron-Huber-Gässchen, bevor sich die Bezeichnung Büchl bzw. Am Bichl durchsetzte. Der Platz davor entstand 1860 durch den Abriss der sogenannten Oberen Fleischbänke und des Stadttanzhauses. 1896 wurde hier ein Kriegerdenkmal errichtet und der Platz Obeliskenplatz genannt. 1969 erhielt jedoch auch der Platz die Bezeichnung Am Bichl.

## Street of Fame
Im gesamten Verlauf der Grüben befinden sich in den Boden eingelassene Gussplatten, welche Namen, Unterschriften und Lebensdaten ausgewählter Musiker tragen, die bei der seit 1970 stattfindenden Internationalen Jazzwoche Burghausen zu Gast waren – die sogenannte Street of Fame.

## Bilder

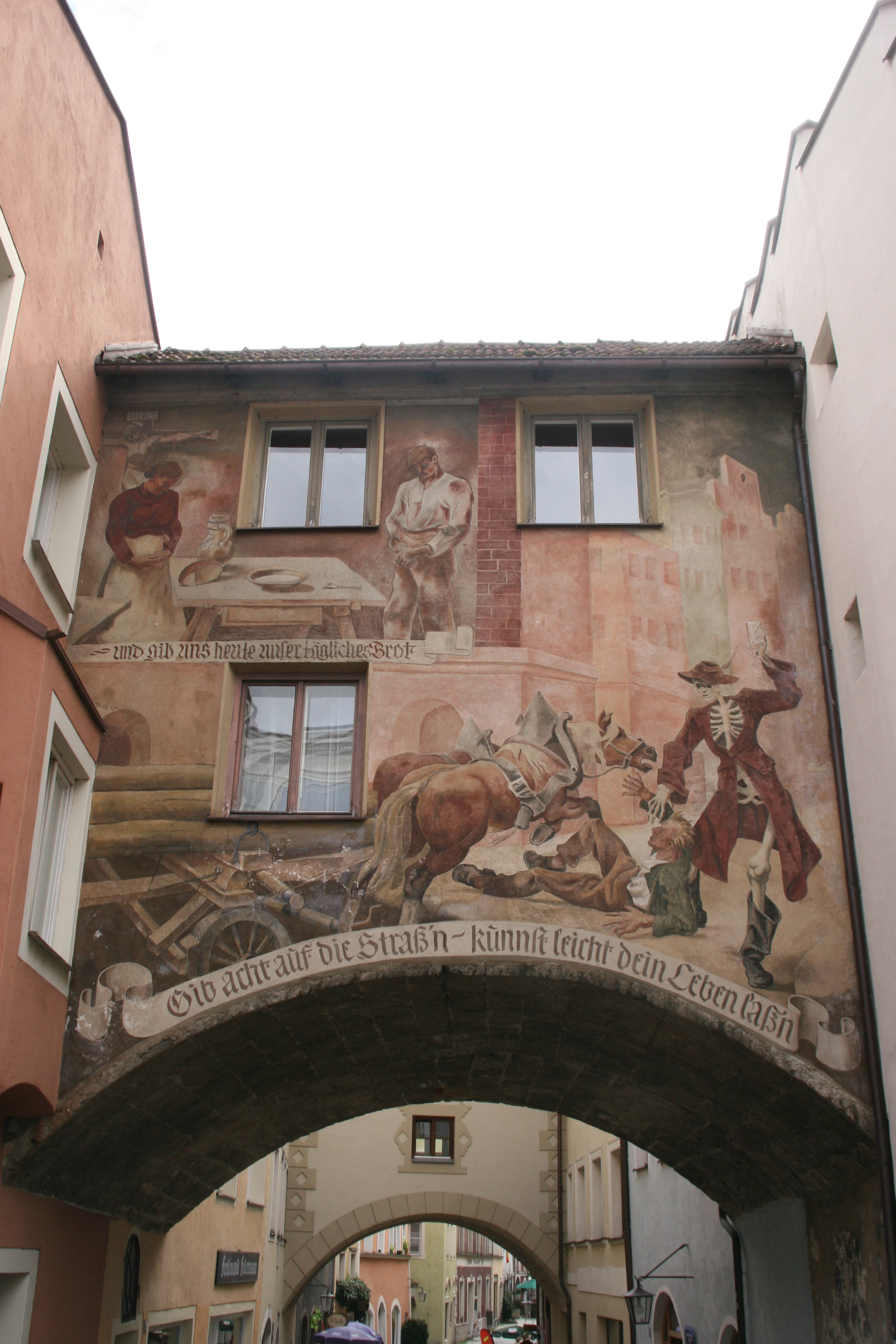
In den Grüben 121, Eingang der Grüben vom Stadtplatz
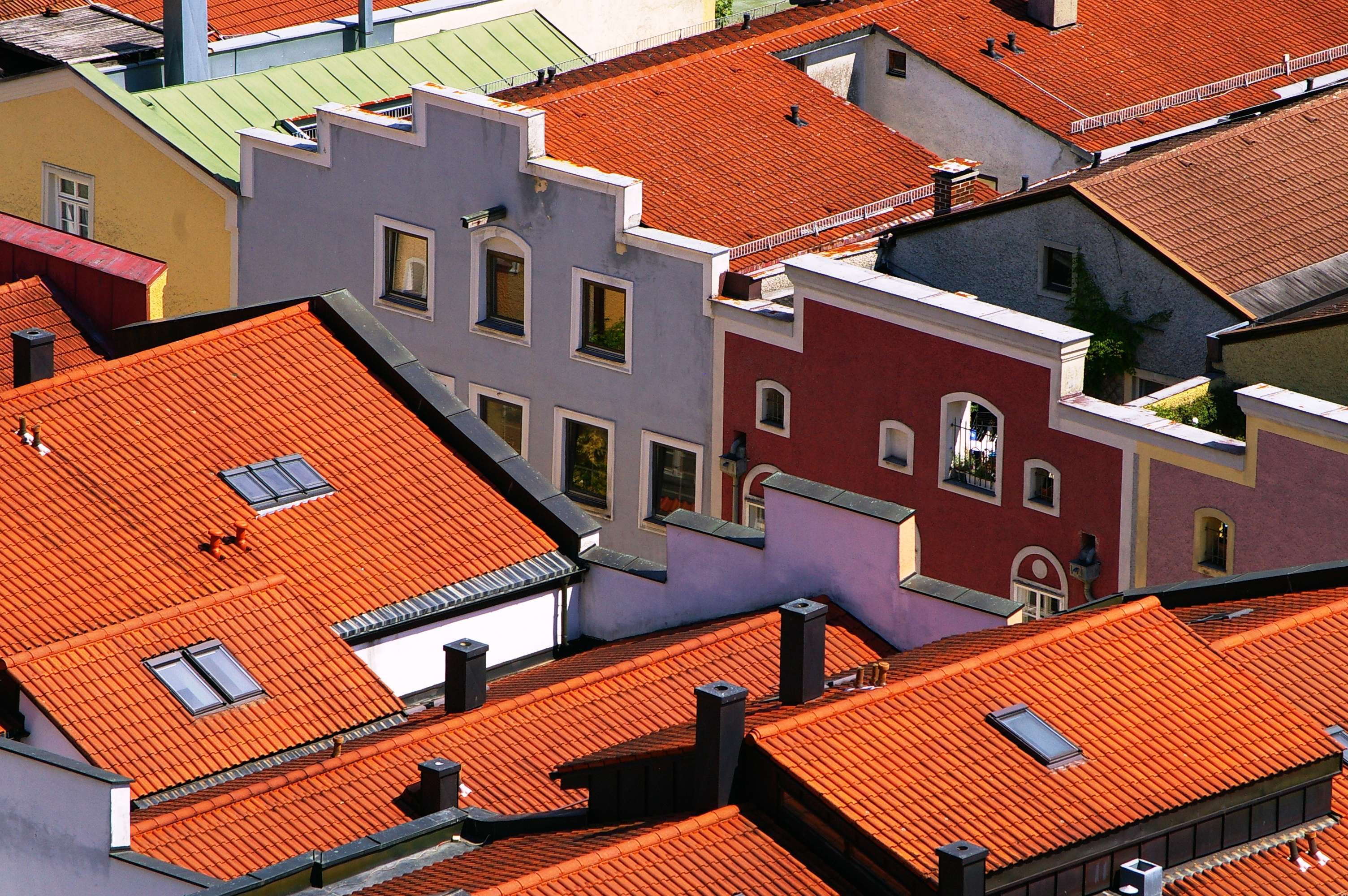
Die Grüben gesehen von der Burg, etliche Häuser mit Staffelgiebel
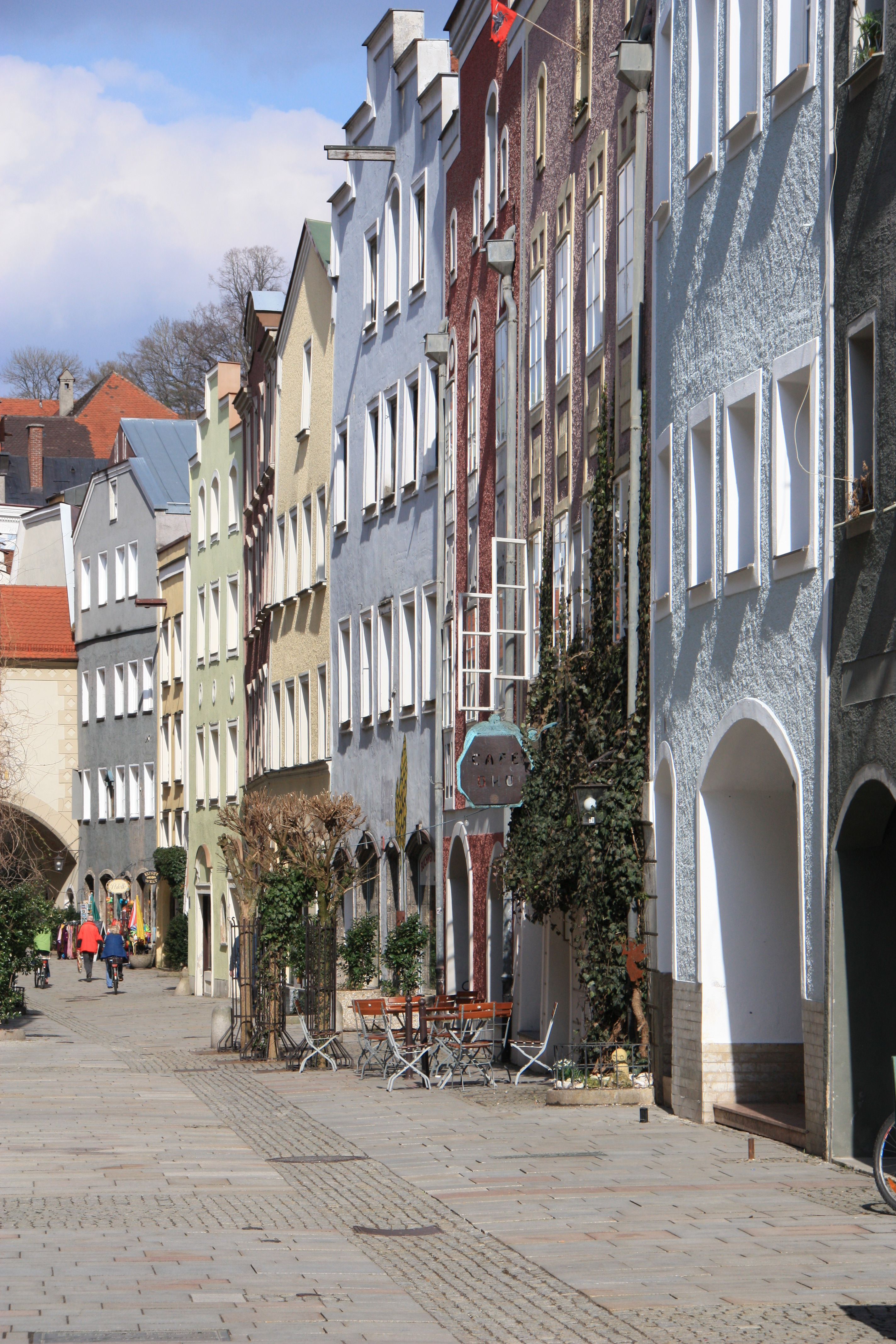
Typische Bebauung der Grüben
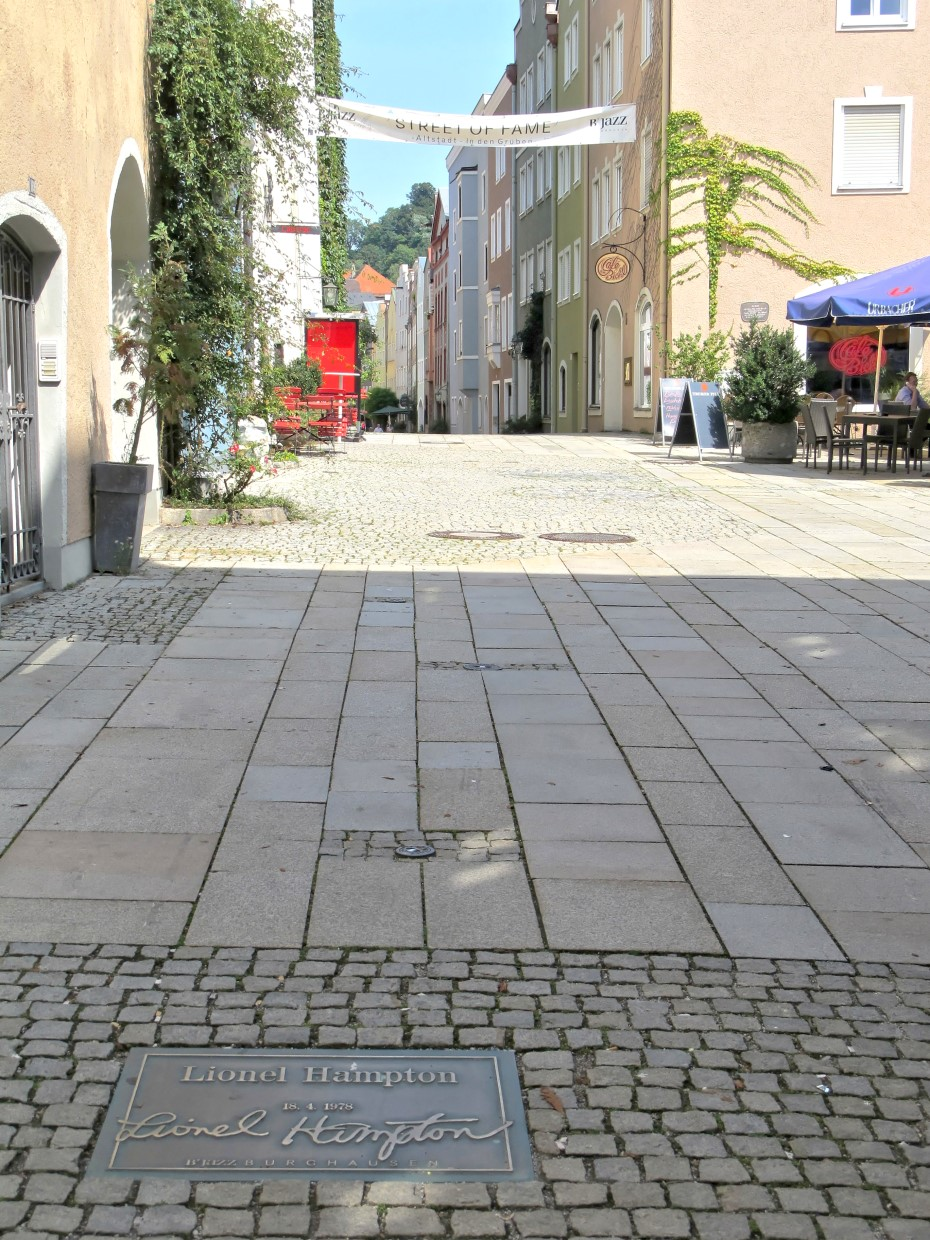
Street of Fame
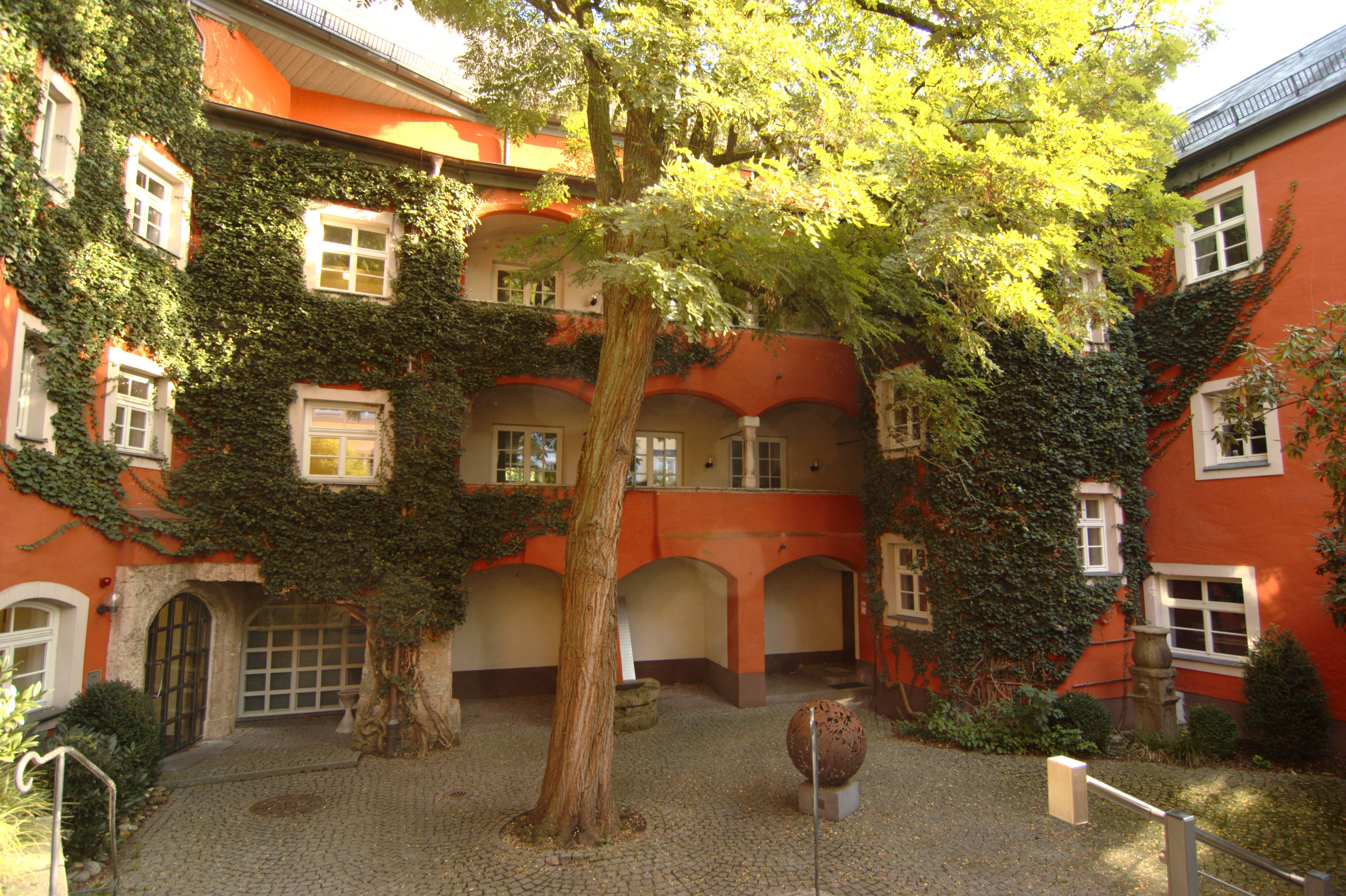
Mautnerschloss, In den Grüben 193
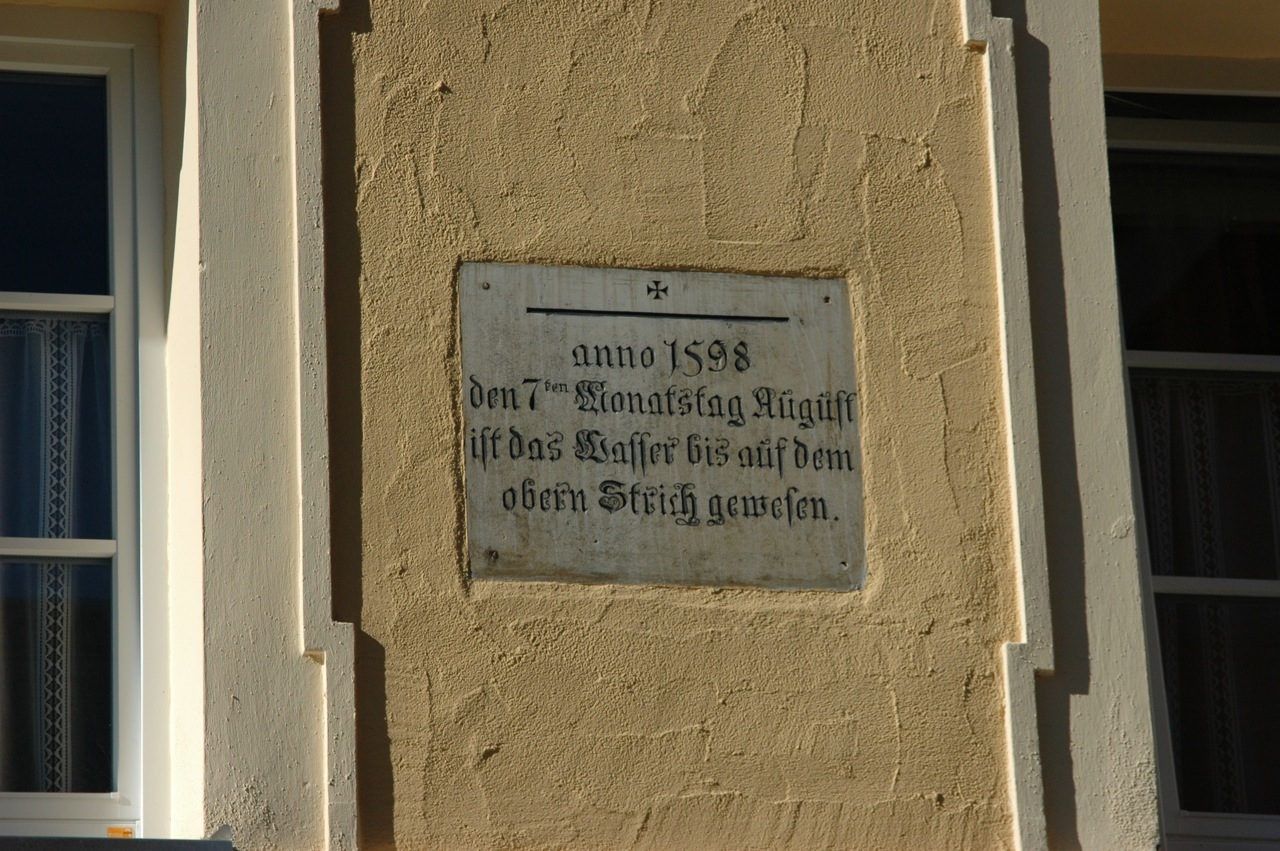
Hochwassermarke von 1598 im ersten Obergeschoss des Mautbeck, In den Grüben 192